# Várzea Grande (Mato Grosso)
Várzea Grande est une ville brésilienne de l'État du Mato Grosso appartenant à la conurbation de Cuiabá, dont elle est séparée par le fleuve qui a donné son nom à la capitale, le Rio Cuiabá. La population était estimée en 2006 à 254,736 habitants, et elle augmente plus rapidement que celle de sa voisine.

## Histoire
Les origines de Várzea Grande (la Grande Vallée) ne sont pas certaines. Une hypothèse veut que cette région ait été offerte par les Indiens Guanás (considérés comme pacifiques par les premiers explorateurs portugais) au Gouverneur impérial de l'État en 1832. Celui-ci l'a alors dénommé Várzea Grande dos Guanás qui a été changé en Várzea Grande quelques années plus tard.
Selon une seconde hypothèse longtemps retenue, la fondation de cette ville est liée à l'érection d'un camp militaire sur son emplacement actuel par les autorités brésiliennes alors en guerre contre le Paraguay. Les Indiens avaient surnommé ce camp le Couto Margalhaès du nom du général Couto Margalhaès qui le commandait et dont la fondation remonterait au 15 mars 1867. Cette hypothèse est maintenant rejetée car nous savons que ce camp était situé sur la rive gauche du rio Cuiabá, soit du côté de Cuiabá elle-même.

## Population
| 1,090 | 2,857 | 5,901 | 27,890 | 51,678 | 155,298 | 210,846 | 254,786 | 298,333 | 308,317 |

## Maires
| Période | Période | Identité      | Étiquette                        | Qualité |
| ------- | ------- | ------------- | -------------------------------- | ------- |
| 2020    | 2024    | Kalil Baracat | Mouvement démocratique brésilien |         |

## Géographie
Várzea Grande est située entre Cuiabá et les autres villes de la conurbation de la capitale : Santo Antonio de Leverger, Nossa Senhora de Livramento, Acorizal et Jangada. Elle a longtemps fait partie de Cuiabá avant que n'ait lieu une défusion des grands quartiers de la ville.
Elle a été érigée sur le cerrado brésilien avec ses zones sèches et humides, ces dernières étant situées davantage à proximité des rios. À l'ouest de la ville, commence une zone de transition qui annonce le Pantanal voisin. Le climat de la ville est tropical, chaud et humide. La saison des pluies se situe en janvier, février et mars. La température annuelle moyenne est de 28 °C.
L'économie de Várzea Grande est dominée par son industrie et par l'agriculture de subsistance des environs. Les incitatifs fiscaux ont fait que nombre d'industries de toutes sortes s'y sont installés, faisant de cette ville le pôle industriel le plus important du Mato Grosso et expliquant son développement plus rapide par rapport à Cuiabá.